# 陳静斎
陳 静斎（ちん せいさい、1885年 - 1945年9月）は中華民国の実業家・銀行家・政治家・軍人。中華民国臨時政府や南京国民政府（汪兆銘政権）華北政務委員会において河南省長を務めた。

## 事績

### 実業家・銀行家としての活動
貧しい家庭に生まれ、若い頃は銀細工師の徒弟となった。後に帰郷すると、故郷に隣接する河南省安陽県で薬物商店の「仁記花店」を開業し、経営的に成功を収めた。その後、北京や天津にまで支店を展開する「恒泰銀号」を開業し、その総経理となっている。
1922年（民国11年）、直隷派の張福来が河南督理に就任すると、陳静斎はこれと提携関係を構築した。陳は開封で軍用被服廠を開設し、その廠長となっている。更に張の資金援助を受け、陳は「絲茶銀行」（本店：天津）も開いて総裁となった。
1925年（民国14年）春に第二次奉直戦争で呉佩孚が敗退すると、陳静斎は苦境にあった呉に対し、軍需物資・軍資金の調達において強力な支援を行った。これにより呉と親交を結んだが、後に呉が最終的に失脚すると、絲茶銀行が倒産するなどして陳も大打撃を受けた。
国民政府時代になると陳静斎は再起のために活動し、当時の河南省政府主席・韓復榘と提携関係を結んだと見られる。1930年（民国19年）9月に韓が山東省政府主席に移ると陳も随従し、山東省銅元局局長に任命された。1933年（民国22年）、銅元局は20文銅貨を試鋳したものの、中央の貨幣制度に合致していなかったため、実際に流通させることはできなかった。
山東省銅元局が活動停止すると、陳静斎は陝西省の西安市へ移って灯油会社を開いたが、これも不振に終わる。そのため安陽に戻り、「普潤面粉廠」を開いて董事長に就任した。以上の経歴から、陳は安陽の大地主・大商人として知名度は高かったという。

### 親日政権での活動
1937年（民国26年）11月初旬、日本軍が安陽など河南北部（豫北）一帯を占領し、同月27日には傀儡地方政権たる河南省自治政府（主席：蕭瑞臣）を樹立した。この際には安陽県が彰徳県と改称され、自治政府の省会（省都）となっている。
当初の陳静斎は彰徳を離れて南方へ逃走した。その後、様子をうかがいに彰徳へ戻ってきたところ、日本側に察知されて陳は事実上監視下に置かれた。それからの陳は呉佩孚や岡村寧次と連絡を取り合い、以後は日本側に協力する意思を固めている。
1938年（民国27年）4月10日、河南省自治政府は中華民国臨時政府に吸収合併され、河南省政府公署（省長署理：蕭瑞臣）となる。翌1939年（民国28年）3月14日、陳静斎は豫北道尹署理に任命された。同年6月10日、蕭瑞臣が河南省長署理を辞職し、陳が豫北道尹在任のまま省長代理となった。省長代理の期間においては、臨時政府内政部から参事の呉甌が省政府公署民政庁庁長署理として派遣され、陳を補佐している。8月9日、陳は豫北道尹から昇任し、河南省長署理に任命された。臨時政府においては、陳は省長署理のままで終わったと見なされる。
1940年（民国29年）3月30日、南京国民政府（汪兆銘政権）に臨時政府が合流し、華北政務委員会に改組される。陳静斎は河南省省長に重任された。1942年（民国31年）2 月28日、華北政務委員会委員を兼任している。1943年（民国32年）3月3日、陳は河南省省長の兼職を解かれ（後任は田文炳）、華北政務委員会委員専任となった。同年11月11日、華北政務委員会改組により陳は委員からも罷免された。
1945年（民国34年）春、安陽一帯に駐屯していた「皇協軍」（日本軍に協力する中国側の義勇軍）である「東亜同盟軍」の軍長・王天祥が八路軍に投降した。そのため、陳静斎は劉培緒（元・中央陸軍軍官学校副教育長）の補佐を受け、東亜同盟軍の残部を「華北靖安軍」（司令部：内黄県）に改組している。陳は同軍司令、劉は同軍参謀長を自称した。しかし、この頃の陳はすでにステージ3の胃癌であったため活動が厳しい状態にあり、靖安軍は八路軍に大敗、劉も軍から退出していった。
終戦後の同年9月、陳静斎は病没した。それに伴い、靖安軍も間もなく瓦解した。享年61。